# Orbaneja Ríopico
Orbaneja Riopico ist ein kleiner Ort am Camino Francés in der Provinz Burgos der Autonomen Gemeinschaft Kastilien-León, er liegt zwölf Kilometer östlich von Burgos.
Die Gemeinde feiert die folgenden Festtage:
- El Carmen am 16. Juli
- San Isidro am 15. Mai
- San Millán Abad am 30. Mai